# 石敬威
石敬威（9世纪—936年），字奉信，后晋宗室，是石敬瑭的堂弟，石敬瑭的三叔石萬銓的儿子，石敬贇的哥哥。
石敬威年轻时善骑射，事奉唐庄宗，从战有功，历任军职。唐明宗即位，擢升为为奉圣指挥使。天成、应顺年间，十次改任军额，官至检校工部尚书，赐忠顺保义功臣。唐废帝李从珂清泰年间，加兵部尚书、彰圣右第三都指挥使，遥领常州刺史。石敬瑭举兵太原，石敬威时在洛阳，知不能免祸，对亲近说：“人生而有死，人孰能免。我兄方举大事，吾不可偷生待辱，取笑一时。”于是在私邸自杀。天福二年（937年），册赠太傅，葬在河南县。天福六年（941年），追封广王，赠太尉。儿子石訓嗣广王。

## 延伸阅读
[在维基数据编辑]
 《舊五代史·卷87》，出自薛居正《舊五代史》
 《新五代史/卷17》，出自歐陽修《新五代史》